# Cartas teochew
Las cartas teochew (en chino, 潮汕僑批; pinyin, chaoshan qiaopi; en teochew, teochew phoe
) fueron una forma de correspondencia familiar combinada con remesas, enviadas por inmigrantes teochew en el sudeste asiático (particularmente Tailandia, Singapur, Malasia, Indonesia, Vietnam y Camboya ), así como Hong Kong, a sus familias en la región de Teochew (ahora conocida como Chaoshan), en el este de la provincia de Guangdong, China.
Estas cartas se enviaron desde principios del siglo XIX hasta el siglo XX. Inicialmente eran entregadas por hombres conocidos como zui-kheh (水客) literalmente "viajero de agua", que se trasladaba con frecuencia entre el sudeste asiático y la región de Teochew por negocios. Hacia el final del siglo XIX, la entrega de las cartas teochew se convirtió en una industria en toda regla, conocida como la industria Qiaopi 侨批业). Las agencias de Qiaopi en el sudeste asiático recogieron las cartas y remesas de los trabajadores migrantes y las enviaron a su socio correspondiente en Shantou. Las agencias en Shantou luego distribuyeron las cartas a las agencias locales ubicadas en los condados y aldeas de la región de Teochew. Los hombres empleados para entregar personalmente las cartas y el dinero a las familias se conocían como phoe-kha (批脚), literalmente los "Pies de las cartas". La industria de Qiaopi terminó en 1979 cuando el gobierno de China ordenó que sus funciones fueran transferidas al Banco de China.
La correspondencia familiar combinada con las remesas no era exclusiva de los teochew. Otros grupos de chinos de ultramar, incluidos los Hokkien,  Cantoneses y Hakka, también utilizaron este método para comunicarse con sus familias. Las agencias Qiaopi de los diferentes grupos sirvieron solo a su propio círculo comunitario y sus servicios no se superpusieron. Los investigadores y coleccionistas privados han recopilado una estimación de 170.000 cartas de Qiaopi. La mayoría están en dialecto teochew. El Museo de Reliquias del Correo de Remesas en el Extranjero, con sede en Swatow, tiene una colección de 120.000 cartas teochew, que consta de originales y copias. Las cartas teochew tienen un valor histórico inmenso. Es un archivo de las experiencias históricas culturales y colectivas del pueblo teochew. Su contenido refleja la sociedad en todos los niveles, tocando las relaciones internacionales, problemas nacionales y detalles de la vida cotidiana importantes para las familias. Como tal, la información que contienen posee un valor intrínseco para futuras investigaciones, ya que pueden autenticar y complementar la historia escrita contemporánea. 

## Términos
Qiaopi (僑批) significa literalmente la "carta de los chinos de ultramar", con "phoe" (批) siendo la expresión min nan para "carta". El término a veces se ha traducido como correo de remesas en el extranjero o correo de remesas de dinero pero estos no captan el aspecto cultural.

## Solicitud a la UNESCO
Como parte del Archivo de Correos de Remesas en el Extranjero más grande, las cartas teochew se agregaron al Registro del Patrimonio de Archivos de China en 2010. Junto con la colección Qiaopi de Jiangmen, Meizhóu y Fujian, las cartas teochew se incluyeron en el Registro Regional de Memoria del Mundo (MOW) de Asia y el Pacífico el 16 de mayo de 2012. Se busca un mayor reconocimiento a través de la presentación continua para su inclusión en el prestigioso Registro de la Memoria del Mundo de la UNESCO en 2013.
Para aumentar la conciencia general sobre las cartas teochew y promover los esfuerzos de solicitud del Registro de la Memoria del Mundo de la UNESCO, el Museo de Reliquias del Correo de Remesas en el Extranjero inauguró un museo en línea para las cartas teochew en junio de 2012. El sitio web fue creado en nombre del museo por la Escuela de Periodismo Cheung Kong de la Universidad de Shantou.